# Ambrogio Maria Amèlli
Ambrogio Maria Amèlli OSB (* 18. März 1848 in Mailand als Guerrino Amèlli; † 25. August 1933 in Montecassino) war ein italienischer Theologe, Literatur- und Musikwissenschaftler, Archivar und Bibliothekar sowie Prior der Abtei Montecassino. Amèlli leistete eine außerordentlich vielseitige Forschungsarbeit in den Bibelwissenschaften, der Patristik, der Liturgiegeschichte und der Musikwissenschaft.

## Leben und Werk
Amèlli studierte am Seminar von Monza Literatur, Musik und Theologie. Er wurde am 20. September 1870 zum Priester der Erzdiözese Mailand geweiht.
Er wirkte zunächst als Bibliothekar an der Biblioteca Ambrosiana und führte dort biblische, patristische und liturgische Studien durch. 1885 trat er in die Benediktiner-Erzabtei Montecassino ein und legte am 7. März 1887 seine Profess dort ab. In Montecassino war er langjähriger Archivar, bis er 1908 zum Titularabt der Abtei Santa Maria in Florenz ernannt wurde. Von dort aus ging er nach Rom und wirkte ab 1910 bei der Überarbeitung der Vulgata mit.
Amèllis Name ist an erster Stelle mit der Wiederherstellung der alten geistlichen Musik in Italien verbunden. Erstmals trat er hierfür auf dem ersten italienischen katholischen Kongress in Venedig im Jahr 1874 ein. 1877 gründete er die italienische kirchenmusikalische Vereinigung Santa Cecilia, deren Präsident er bis 1885 war, wie auch die Zeitschrift Musica Sacra, als deren Schriftleiter er im gleichen Zeitraum fungierte und die seinen neuen Ideen im Bereich der Kirchenmusik möglichst große Verbreitung sichern sollte. 1878 gründete er den Verlag Calcografia für den Druck geistlicher Musik. Nach dem Kongress für geistliche Musik 1880 in Mailand hoffte er eine Veröffentlichungsmöglichkeit seines Micrologo und seines Antifonario. Aus Mangeln an Mitteln musste diese Veröffentlichung jedoch ausgesetzt werden. Auf dem von ihm geförderten Kongress für liturgischen Gesang 1882 in Arezzo vertrat er die Schule von Solesme, die für die Restauration der alten Gregorianischen Gesangstraditionen eintrat, gegen die sogenannte Regensburger Schule. Dieses Bemühen blieb zunächst erfolglos. Erst mit dem Beginn des Pontifikats Pius X. wurde das Thema der Reetablierung der alten Kirchenmusik neu aufgegriffen. Amèllis Thesen wurden wieder aufgegriffen. Er selbst wurde gebeten, den mittlerweile eingestellten italienischen kirchenmusikalischen Verband Santa Cecilia nach der Art des deutschsprachigen Cäcilienverbandes wiederzubeleben. Er leitete dann diesen Verband bis 1909.
Unter Amèllis musikwissenschaftlichen Veröffentlichungen sind besonders zu erwähnen: La restaurazione della Musica sacra in Italia (Bologna 1874, Die Wiederherstellung der sakralen Musik in Italien), I difetti dell'organo italiano in confronto dell'organo estero (Mailand 1879, Die Mängel der italienischen Orgel im Vergleich zur ausländischen Orgel), die Kritische Ausgabe von Guido d'Arezzos Micrologus zusammengestellt nach den zuverlässigsten Codes (Rom 1904).
Amèlli nahm auch eine herausragende Position in Themen der Bibelforschung ein. Seit 1910 leitete er als Vizepräsident die Kommission für die Revision der Vulgata.